# Csomós oszlop
A csomós oszlop (csomózott oszlop) olyan kettős oszlop, melynek törzsét úgy alakították, mintha félmagasságban csomóba lennének kötve. A román építészetben alkalmazták, Magyarországon csupán egy helyen fordul elő, míg Németországban és Franciaországban gyakori építészeti motívum. A csomó rontás elleni szimbólum, ez magyarázza az alkalmazását.

## Lásd még
- Hurkolt oszlop